# 波兰国家曲棍球队
波兰国家曲棍球队，为波兰在曲棍球项目的国家代表队。2011年10月11日，波兰队排名世界第17位。波兰国家曲棍球队由波兰曲棍球协会管理。

## 成绩

### 夏季奥运会
- 1952: 11名
- 1960: 12名
- 1972: 11名
- 1980: 4名
- 2000: 12名

### 世界杯曲棍球赛
- 2002: 15名

### 曲棍球冠军挑战赛
- 2011: 6名
- 2012: 8名'